# Nicolaj Jørgensen
Nicolaj Jørgensen (* 30. März 2000) ist ein dänischer Handballspieler.

## Karriere

### Verein
Nicolaj Jørgensen spielte in seiner Kindheit Handball bei Hanstholm IF, Thisted IK und Thy Håndbold sowie parallel dazu Fußball, für den er sich mit 14 Jahren zunächst entschied. Mit 18 Jahren kehrte er zum Handball zurück. Von HF Mors wechselte der Rückraumspieler im Sommer 2020 zum dänischen Erstligisten KIF Kolding, bei dem er in 29 Spielen in der Håndboldligaen 53 Tore erzielte. Anschließend lief der Rechtshänder in der zweiten dänischen Liga für das Team Sydhavsøerne auf. In der Saison 2021/22 wurde er mit 225 Toren in 25 Spielen Torschützenkönig und bester Spieler der Liga. In der Saison 2022/23 wiederholte er diesen Erfolg mit 216 Toren in 24 Spielen. Seit 2023 steht er beim Erstligisten SønderjyskE Håndbold unter Vertrag. Mit 227 Treffern in 30 Einsätzen wurde er in der Spielzeit 2023/24 mit vier Toren Rückstand hinter Emil Wernsdorf Madsen Zweiter der Torschützenliste sowie in das All-Star-Team der Liga gewählt. In der Saison 2024/25 wurde er mit 275 Toren in 30 Spielen bester Torschütze der Håndboldligaen.
Zur Saison 2025/26 wechselte Jørgensen zum deutschen Bundesligisten Handball Sport Verein Hamburg.